# Ulica Działdowska w Warszawie
Ulica Działdowska – ulica w warszawskiej dzielnicy Wola, biegnąca od ul. Wolskiej do ul. Górczewskiej.

## Historia
Ulica została wytyczona w latach 1927–1928 wraz z budową gmachu Zakładu Ubezpieczeń Społecznych, zachowanego do dziś pod nr. 1, od 1946 siedziba szpitala pediatrycznego, obecnie pod nazwą Samodzielnego Publicznego Dziecięcego Szpitala Klinicznego. Ów budynek, usytuowany u zbiegu z ul. Wolską otrzymał bardzo ciekawą dekorację rzeźbiarską, oraz nowoczesne wyposażenie – między innymi kryty basen dla pracowników.
Pozostałą zabudowę ulicy, składająca się w większości z przeciętnych, trzypiętrowych kamienic, wzniesiono w okresie 1935–39; działania wojenne nie przyniosły zniszczeń w obrębie ulicy – jest ona zachowanym zespołem skromnej zabudowy z lat trzydziestych XX wieku.

### ul. Działdowska 6
W domu pod nr 6 mieszkała rodzina Franciszka Beniamina Kowalskiego (1869–1941), znanego lekarza społecznika na warszawskiej Woli. Córki – Irena Tomalak oraz Julia Halina Piwońska zd. Kowalskie, w okresie międzywojennym zawodowe wojskowe, w czasie II wojny światowej zajmowały wysokie funkcje w kierownictwie struktur wojskowych niepodległego państwa polskiego. Zawodowym wojskowym był również zięć Wacław Tomalak. Na początku okupacji mieszkał tu ówczesny ppłk Leopold Okulicki, w obronie Warszawy w 1939 szef sztabu zgrupowania na Woli (Odcinek „Warszawa-Zachód”), ostatni komendant AK; m.in. bywał Jerzy Zapadko „Mirski” – ostatni dowódca batalionu „Parasol”. Przechowywano też Żydów. Od 1941 budynek zajmowała Luftwaffe. Miejsce masowych egzekucji w dniach 3-8 sierpnia 1944. Po wojnie mieścił się w nim m.in. Komitet Dzielnicowy PPR (PPR Dzielnica Zachód) (1946–1949), wraz z 2-pok. mieszkaniem I sekretarza, następnie Komitet Dzielnicowy PZPR Warszawa Wola (1949–1952), Warszawska Szkoła Partyjna Komitetu Warszawskiego  PZPR (1950), Studium Doskonalenia Lekarzy Akademii Medycznej (1964–1970), Dzielnicowy Dom Kultury Nauczyciela Warszawa-Wola (1973–2004), Ośrodek Kultury „Działdowska” (2005–2015), obecnie Wolskie Centrum Kultury (od 2015).